# My Immortal
"My Immortal" is een single van de Amerikaanse rockband Evanescence van hun debuutalbum Fallen, dat in 2003 uitkwam. Het werd uitgegeven door Wind-up Records op 8 december 2003 als de derde single van het album. De single is geschreven door de gitarist van de band Ben Moody, behalve de bridge, die later geschreven is door de leadzangeres Amy Lee. 
De bijhorende videoclip is geregisseerd door David Mould en is opgenomen in een zwart-witvideo bij de Barri Gòtic in Barcelona op 10 oktober 2003. De video werd genomineerd in de categorie Best Rock Video tijdens de MTV Video Music Awards in 2004.

## Tracklist
| Nr. | Titel                     | Duur |
| --- | ------------------------- | ---- |
| 1.  | My Immortal (band-versie) | 4:33 |
| 2.  | My Immortal (albumversie) | 4:24 |

| Nr. | Titel                               | Duur |
| --- | ----------------------------------- | ---- |
| 1.  | My Immortal (band-versie)           | 4:33 |
| 2.  | My Immortal (albumversie)           | 4:24 |
| 3.  | Haunted (live tijdens Sessions@AOL) | 3:08 |
| 4.  | My Immortal (live uit Keulen)       | 4:15 |

| Nr. | Titel                                     | Duur |
| --- | ----------------------------------------- | ---- |
| 1.  | My Immortal (band-versie, zonder strings) | 4:33 |
| 2.  | My Immortal (albumversie, zonder gitaren) | 4:33 |
| 3.  | My Immortal (albumversie)                 | 4:24 |

## Hitnoteringen

### Nederlandse Top 40
| Hitnotering: 20-12-2003 t/m 10-04-2004 | Hitnotering: 20-12-2003 t/m 10-04-2004 | Hitnotering: 20-12-2003 t/m 10-04-2004 | Hitnotering: 20-12-2003 t/m 10-04-2004 | Hitnotering: 20-12-2003 t/m 10-04-2004 | Hitnotering: 20-12-2003 t/m 10-04-2004 | Hitnotering: 20-12-2003 t/m 10-04-2004 | Hitnotering: 20-12-2003 t/m 10-04-2004 | Hitnotering: 20-12-2003 t/m 10-04-2004 | Hitnotering: 20-12-2003 t/m 10-04-2004 | Hitnotering: 20-12-2003 t/m 10-04-2004 | Hitnotering: 20-12-2003 t/m 10-04-2004 | Hitnotering: 20-12-2003 t/m 10-04-2004 | Hitnotering: 20-12-2003 t/m 10-04-2004 | Hitnotering: 20-12-2003 t/m 10-04-2004 | Hitnotering: 20-12-2003 t/m 10-04-2004 | Hitnotering: 20-12-2003 t/m 10-04-2004 | Hitnotering: 20-12-2003 t/m 10-04-2004 | Hitnotering: 20-12-2003 t/m 10-04-2004 |
| Week:                                  | 1                                      | 2                                      | 3                                      | 4                                      | 5                                      | 6                                      | 7                                      | 8                                      | 9                                      | 10                                     | 11                                     | 12                                     | 13                                     | 14                                     | 15                                     | 16                                     | 17                                     |                                        |
| -------------------------------------- | -------------------------------------- | -------------------------------------- | -------------------------------------- | -------------------------------------- | -------------------------------------- | -------------------------------------- | -------------------------------------- | -------------------------------------- | -------------------------------------- | -------------------------------------- | -------------------------------------- | -------------------------------------- | -------------------------------------- | -------------------------------------- | -------------------------------------- | -------------------------------------- | -------------------------------------- | -------------------------------------- |
| Positie:                               | 29                                     | 20                                     | 12                                     | 10                                     | 5                                      | 5                                      | 7                                      | 10                                     | 10                                     | 12                                     | 13                                     | 15                                     | 15                                     | 19                                     | 26                                     | 28                                     | 36                                     | uit                                    |

### NederlandseSingle Top 100
| Hitnotering: 20-12-2003 t/m 15-05-2004 | Hitnotering: 20-12-2003 t/m 15-05-2004 | Hitnotering: 20-12-2003 t/m 15-05-2004 | Hitnotering: 20-12-2003 t/m 15-05-2004 | Hitnotering: 20-12-2003 t/m 15-05-2004 | Hitnotering: 20-12-2003 t/m 15-05-2004 | Hitnotering: 20-12-2003 t/m 15-05-2004 | Hitnotering: 20-12-2003 t/m 15-05-2004 | Hitnotering: 20-12-2003 t/m 15-05-2004 | Hitnotering: 20-12-2003 t/m 15-05-2004 | Hitnotering: 20-12-2003 t/m 15-05-2004 | Hitnotering: 20-12-2003 t/m 15-05-2004 | Hitnotering: 20-12-2003 t/m 15-05-2004 | Hitnotering: 20-12-2003 t/m 15-05-2004 | Hitnotering: 20-12-2003 t/m 15-05-2004 | Hitnotering: 20-12-2003 t/m 15-05-2004 | Hitnotering: 20-12-2003 t/m 15-05-2004 | Hitnotering: 20-12-2003 t/m 15-05-2004 | Hitnotering: 20-12-2003 t/m 15-05-2004 | Hitnotering: 20-12-2003 t/m 15-05-2004 | Hitnotering: 20-12-2003 t/m 15-05-2004 | Hitnotering: 20-12-2003 t/m 15-05-2004 | Hitnotering: 20-12-2003 t/m 15-05-2004 | Hitnotering: 20-12-2003 t/m 15-05-2004 |
| Week:                                  | 1                                      | 2                                      | 3                                      | 4                                      | 5                                      | 6                                      | 7                                      | 8                                      | 9                                      | 10                                     | 11                                     | 12                                     | 13                                     | 14                                     | 15                                     | 16                                     | 17                                     | 18                                     | 19                                     | 20                                     | 21                                     | 22                                     |                                        |
| -------------------------------------- | -------------------------------------- | -------------------------------------- | -------------------------------------- | -------------------------------------- | -------------------------------------- | -------------------------------------- | -------------------------------------- | -------------------------------------- | -------------------------------------- | -------------------------------------- | -------------------------------------- | -------------------------------------- | -------------------------------------- | -------------------------------------- | -------------------------------------- | -------------------------------------- | -------------------------------------- | -------------------------------------- | -------------------------------------- | -------------------------------------- | -------------------------------------- | -------------------------------------- | -------------------------------------- |
| Positie:                               | 36                                     | 16                                     | 17                                     | 14                                     | 8                                      | 7                                      | 9                                      | 9                                      | 10                                     | 15                                     | 16                                     | 19                                     | 20                                     | 27                                     | 30                                     | 37                                     | 47                                     | 49                                     | 58                                     | 60                                     | 72                                     | 78                                     | uit                                    |

### Vlaamse Ultratop 50
| Hitnotering: 27-12-2003 t/m 15-05-2004 | Hitnotering: 27-12-2003 t/m 15-05-2004 | Hitnotering: 27-12-2003 t/m 15-05-2004 | Hitnotering: 27-12-2003 t/m 15-05-2004 | Hitnotering: 27-12-2003 t/m 15-05-2004 | Hitnotering: 27-12-2003 t/m 15-05-2004 | Hitnotering: 27-12-2003 t/m 15-05-2004 | Hitnotering: 27-12-2003 t/m 15-05-2004 | Hitnotering: 27-12-2003 t/m 15-05-2004 | Hitnotering: 27-12-2003 t/m 15-05-2004 | Hitnotering: 27-12-2003 t/m 15-05-2004 | Hitnotering: 27-12-2003 t/m 15-05-2004 | Hitnotering: 27-12-2003 t/m 15-05-2004 | Hitnotering: 27-12-2003 t/m 15-05-2004 | Hitnotering: 27-12-2003 t/m 15-05-2004 | Hitnotering: 27-12-2003 t/m 15-05-2004 | Hitnotering: 27-12-2003 t/m 15-05-2004 | Hitnotering: 27-12-2003 t/m 15-05-2004 | Hitnotering: 27-12-2003 t/m 15-05-2004 | Hitnotering: 27-12-2003 t/m 15-05-2004 | Hitnotering: 27-12-2003 t/m 15-05-2004 | Hitnotering: 27-12-2003 t/m 15-05-2004 | Hitnotering: 27-12-2003 t/m 15-05-2004 |
| Week:                                  | 1                                      | 2                                      | 3                                      | 4                                      | 5                                      | 6                                      | 7                                      | 8                                      | 9                                      | 10                                     | 11                                     | 12                                     | 13                                     | 14                                     | 15                                     | 16                                     | 17                                     | 18                                     | 19                                     | 20                                     | 21                                     |                                        |
| -------------------------------------- | -------------------------------------- | -------------------------------------- | -------------------------------------- | -------------------------------------- | -------------------------------------- | -------------------------------------- | -------------------------------------- | -------------------------------------- | -------------------------------------- | -------------------------------------- | -------------------------------------- | -------------------------------------- | -------------------------------------- | -------------------------------------- | -------------------------------------- | -------------------------------------- | -------------------------------------- | -------------------------------------- | -------------------------------------- | -------------------------------------- | -------------------------------------- | -------------------------------------- |
| Positie:                               | 34                                     | 26                                     | 24                                     | 15                                     | 8                                      | 6                                      | 5                                      | 5                                      | 5                                      | 6                                      | 9                                      | 12                                     | 13                                     | 12                                     | 15                                     | 20                                     | 23                                     | 26                                     | 33                                     | 49                                     | 47                                     | uit                                    |

### NPO Radio 2 Top 2000
| Nummer met noteringen in de NPO Radio 2 Top 2000 | '05 | '06 | '07 | '08 | '09 | '10 | '11 | '12 | '13 | '14 | '15 | '16 | '17 | '18 | '19 | '20 | '21 | '22 | '23 | '24 |
| ------------------------------------------------ | --- | --- | --- | --- | --- | --- | --- | --- | --- | --- | --- | --- | --- | --- | --- | --- | --- | --- | --- | --- |
| My Immortal                                      | 763 | 302 | 325 | 602 | 500 | 605 | 527 | 377 | 300 | 341 | 303 | 305 | 283 | 345 | 279 | 264 | 250 | 218 | 258 | 258 |

1. ↑  Een vetgedrukt getal geeft de hoogste notering aan.
2. ↑  2005 was het eerste jaar met een notering voor dit nummer.